# Ludovic Fabregas
Ludovic Fabregas (Perpignan, 1º luglio 1996) è un pallamanista francese, pivot del Barcellona e della nazionale francese.

## Palmarès

### Club

#### Competizioni nazionali
- Coppa di Francia: 1

Montpellier: 2015-2016
- Coppa di Lega: 2

Montpellier:  2013-2014, 2015-2016
- Liga ASOBAL: 5

Barcellona: 2018-19, 2019-20, 2020-21, 2021-22, 2022-23
- Coppa del Re: 5

Barcellona: 2018-19, 2019-20, 2020-21, 2021-22, 2022-23
- Coppa ASOBAL: 5

Barcellona: 2018-19, 2019-20, 2020-21, 2021-22, 2022-23
- Supercoppa di Spagna: 5

Barcellona: 2018, 2019, 2020, 2021, 2022
- Campionato ungherese: 2

Veszprém: 2023-24, 2024-25
- Coppa d'Ungheria: 1

Veszprém: 2023-24

#### Competizioni internazionali
- Coppa dei Campioni/EHF Champions League: 3

Montpellier: 2017-18
Barcellona: 2020-21, 2021-22
- IHF Super Globe: 3

Barcellona: 2018, 2019
Veszprém: 2024

### Nazionale
- Olimpiadi

 Tokyo 2020
 Rio de Janeiro 2016
- Mondiali

 Francia 2017
 Polonia e Svezia 2023
 Germania 2019, Croazia. Danimarca e Norvegia 2025
- Europei

 Germania 2024